# 承隆铁路
承隆铁路起自河北省承德市双桥区桥东街道境内的京承铁路终点承德站，向北偏西方向至隆化县境内的隆化站止，全长56公里。原作为京承铁路延伸至隆化县的铁路支线，因此又称为承隆支线。承隆铁路于1977年开工，规划长度原为50.7公里，1980年全线竣工投入运营，在承德站还可接锦承铁路，在隆化站接京通铁路。
为解决城市防洪、生态用水、城市用水等问题的承德市双峰寺水库的建设将淹没既有承隆线部分铁路，该段线路需要进行改线绕避水库，改线工程全长6.437公里，投资估算总额为20880.31万元。北京铁路局原则同意由地方投资实施。受改线影响，北京北至承德的4471/4474、4473/4472次列车自2015年6月30日至9月30日临时缩短至隆化（该列车前身4449次的终到站正是隆化），但列车方向牌仍维持原状。